# La Saône (pétrolier ravitailleur)
Pour les articles homonymes, voir Saône (bateau).
La Saône est un navire auxiliaire de la Marine nationale française. Son indicatif visuel est A628. La construction de ce pétrolier ravitailleur débute en 1939 mais elle s'interrompt durant la Seconde Guerre mondiale puis elle est reprise à la fin des hostilités. Il est prêté à la marine marchande française de 1949 à 1953 puis en 1957. La Saône est désarmée en 1981. Pendant plusieurs années elle sert de brise lames à l'île du Levant puis est démolie sur un dock flottant en 2013.

## Histoire

### Sur cale
Au titre du Plan national de ravitaillement en carburants — marché notifié le 21 novembre 1938 —, quatre pétroliers rapides sont prévus. La Saône, La Seine, La Liamone et le Medjerda . Ils ont pour objet de ravitailler les bases françaises à partir de Toulon. La Saône est mise sur cale le 20 mai 1939 à Dunkerque aux Ateliers et chantiers de France avec le numéro 164. À la mobilisation le chantier est interrompu. Mais la circulaire du 28 septembre 1938 la classe parmi les bâtiments dont la construction urgente est à reprendre. Néanmoins l'avancement de cette construction n'en est qu'à 24 % le 1er février 1940. À l'arrivée des Allemands à Dunkerque, elle est intacte non sabotée. Le 10 juin 1940 l'arrêt de construction est confirmé. 
Mais la Kriegsmarine, après l'avoir rebaptisée Storman (Saône en allemand), reprend la construction qui n'avance pas durant le conflit du fait de la proximité de Dunkerque avec l'Angleterre, de problèmes économiques et du peu d'empressement de la direction et du personnel. Finalement les Allemands sabotent la coque en mai 1945. Celle-ci retombe sur les cales et les bers qu'elle écrase et sa proue est en porte à faux sur soixante mètres.
Dans un premier temps, à la libération de Dunkerque le 9 mai 1945, elle est condamnée. Mais par décision du 2 septembre 1946 sa construction est ordonnée pour la marine marchande selon une vente à réméré. Elle est alors relevée entre les 12 et 19 octobre 1946. Puis parrainée par la ville de Dunkerque,  sa marraine, madame Corbu, préside à son lancement le 26 février 1948 en présence du ministre des Travaux publics et des Transports Christian Pineau, de l'ingénieur général Louis Kahn et du directeur général des Ateliers et chantiers de France Lucien Lefol. Son premier armement intervient le 28 juillet 1948 mais une avarie de sa turbine tribord survient le 25 octobre 1948. Celle-ci est remplacée par celle de La Medjerba le 30 décembre. Enfin La Saône est livrée le 5 février 1949.

### Pétrolier
La Saône est alors aussitôt louée coque nue à la Compagnie auxiliaire de navigation du Havre. Celle-ci la conserve jusqu'au 8 octobre 1953. La Marine nationale en reprend possession le 6 octobre 1953 et la met en réserve. Elle est alors mouillée à Landévennec. Puis elle est louée de nouveau à la compagnie havraise de navigation à vapeur Corblett du 28 février à décembre 1957, Enfin La Saône revient définitivement à la Marine nationale qui l'amarre à la jetée des sous-marins à Brest.

### Pétrolier ravitailleur
La Saône est réintégrée dans la Marine nationale en 1958 pour remplacer l'Élorn, ancien pétrolier des Forces navales françaises libres, précocement hors service après avoir abordé le 25 octobre 1957 le rocher du phare de la Vieille du raz de Sein.
Des travaux d'amélioration sont entrepris à partir du 13 février 1958. Ainsi deux portiques légers permettant le ravitaillement à la mer sont installés. Elle est armée pour essais le 15 novembre 1958. Cette refonte partielle se poursuit de novembre 1958 à janvier 1960, puis elle est réadmise au service actif en septembre 1960. Le 1er septembre 1961 elle rallie Cherbourg pour une refonte complète en véritable pétrolier ravitailleur d'escadre (PRE). Ainsi le 12 mars 1963 elle sort du bassin pour des essais préliminaires. Finalement admise au service actif le 22 juin 1963 elle est affectée à l'Escadre légère basée à Brest. En avril 1968, La Saône accompagne la seconde force Alpha — qui comprend le porte-avion Clemenceau — jusqu'à Papeete pour la campagne de tir nucléaire. Durant cette traversée de deux mois, la force fait escale à Dakar, puis à Diego-Suarez. Toujours en appui du Clemenceau, en 1974 elle participe à la mission Saphir I en mer Rouge et océan Indien. Puis, relevée par La Durance, elle quitte l'escadre d'Atlantique le 8 septembre 1976.
Puis le 15 septembre 1976 le bâtiment est basé à Toulon. Une de ses campagne est le support de la flotte en mer Rouge lors de l'accession à l'indépendance du territoire français des Afars et des Issas — mission Saphir II — qui devient alors la république de Djibouti en 1978-1979.

### Brise-lames

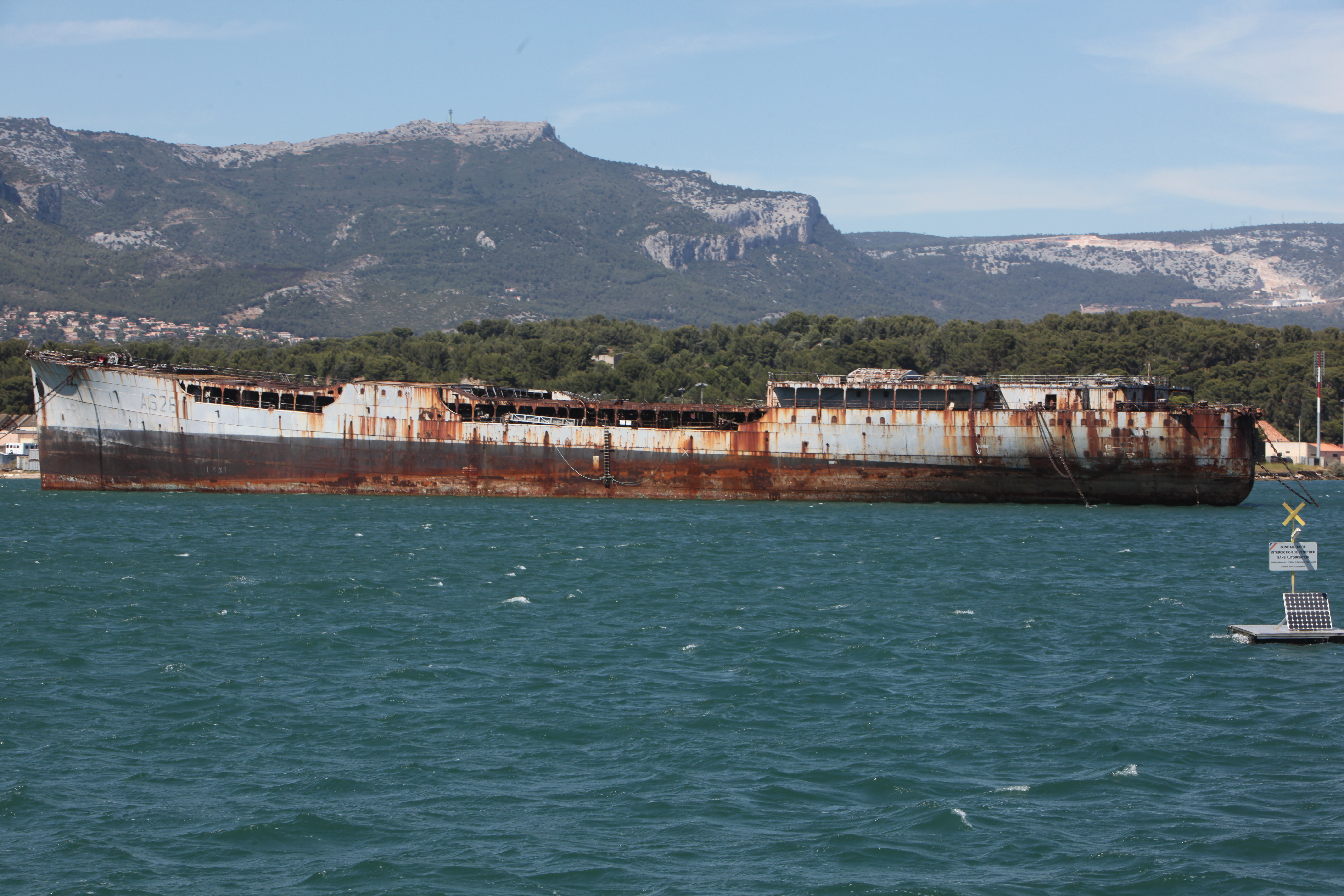
L'épave de la Saône amarrée sur coffre comme brise-lames a Toulon le 14 novembre 2011.

La Meuse arrive pour la remplacer en rade de Toulon le 29 septembre 1980. La Saône est alors retirée du service actif le 1er février 1981, puis elle est condamnée le 14 janvier 1982 devenant la coque Q 622. Tout d'abord mouillée au cimetière marin de Brégaillon, ses superstructures sont rasées en juillet 1982. En effet elle est remorquée à l'île du Levant pour remplacer un  autre ex pétrolier ravitailleur d'escadre La Baïse qui sert de brise-lames à Port Avis. Cependant son maintien s'avère durable et elle menace de couler ou de se briser. Des interventions ont lieu pour pomper l'eau entrée par des porosités ou de petites brèches dues à l'usure. L'ex Saône est maintenue à flot, avec un dispositif de pompes parées à se mettre en action si un nouvel enfoncement se produit. Sa situation précaire nécessite un enlèvement dans les meilleurs délais selon le représentant de la préfecture maritime. Ainsi le 14 mai 2009 elle est à nouveau remorquée à Brégaillon, avant d'être démolie par les sociétés Foselev Marine et Topp Decide à partir de juin 2013. La solution d'un démantèlement au sec sur un dock flottant est retenue car la coque vétuste ne peut pas supporter une traversée vers un chantier étranger et risque une dislocation lors du halage sur cale. Lui succède l'ex-frégate lance-missiles Suffren.

## Liste des commandants
- 30 juillet 1965 - 10 janvier 1967 : Capitaine de corvette Raymond Capoul[8]
- 1968 : Capitaine de corvette Rémi François de Lanete David de Floris[9]
- 1969 : Capitaine de frégate  Leclerc
- 1970 : Capitaine de frégate Poret de Civille.
- 1980 : Capitaine de frégate Viguier
- Au titre du Plan national de ravitaillement en carburants — marché notifié le 21 novembre 1938 —, quatre pétroliers rapides sont prévus. Leur construction est confiée aux Ateliers et chantiers de France. Les trois autres sont :

- La Seine — sister-ship de La Saône — dont la construction débute le 15 avril 1939. Ayant connu le même sort sur cale, elle est relevée à la Libération. Finalement lancée le 7 septembre 1948 elle est mise en service le 22 avril 1949. Après un prêt à la marine marchande, elle est également transformée en pétrolier ravitailleur d'escadre. Son base est Toulon. Elle est désarmée le 14 janvier 1982 et finit vendue à un chantier de démolition espagnol ;
- La Medjerda dont la construction débute le 8 janvier 1940, mais celle-ci est abandonnée suivant une circulaire du 19 mai 1951 ;
- Le Liamone dont la construction débute en mars 1940, mais celle-ci est interrompue au titre de la même circulaire.